# Adina pilulifera
Adina pilulifera là một loài thực vật có hoa trong họ Thiến thảo. Loài này được (Lam.) Franch. ex Drake mô tả khoa học đầu tiên năm 1895.